# 杨永斌 (结构力学与动力专家)
杨永斌（1954年8月22日—），福建金门人，结构力学与动力专家，前國立雲林科技大學校长，曾任國立臺灣大學土木系教授、系主任、台大工学院院长、新加坡国立大学土木系访问教授、香港城市大学建筑系讲座教授等，現為國立臺灣大學土木工程學系名譽教授、中華工程教育學會理事長、逢甲大學特約講座教授。
2007年5月，楊永斌入選為台灣第一位奧地利科學院院士，1847年成立的奧地利科學院，在奧地利的位階和功能類似台灣的中央研究院，在歐洲學術圈享有盛名。
2009年2月，楊永斌接任雲林科技大學第三任校長。2009年12月，杨永斌当选中国工程院土木、水利与建筑工程学部院士，是中国工程院第三位台籍院士。

## 外部連結
- 台灣大學土木系介紹楊永斌 （页面存档备份，存于）

| 教育職務         | 教育職務                                         | 教育職務      |
| ---------------- | ------------------------------------------------ | ------------- |
| 國立雲林科技大學 |                                                  |               |
| 前任： 林聰明    | 國立雲林科技大學校長 第三任 2009年1月－2013年2月 | 繼任： 侯春看 |